# Лејк Катрин (Њујорк)
Лејк Катрин (енгл. Lake Katrine) насељено је место без административног статуса у америчкој савезној држави Њујорк.

## Демографија
По попису из 2010. године број становника је 2.397, што је 1 (0,0%) становника више него 2000. године.
| Група             | 2000.         | 2010.         |
| Белци             | 2.152 (89,8%) | 2.108 (87,9%) |
| Афроамериканци    | 98 (4,1%)     | 73 (3,0%)     |
| Азијати           | 47 (2,0%)     | 46 (1,9%)     |
| Хиспаноамериканци | 53 (2,2%)     | 104 (4,3%)    |
| Укупно            | 2.396         | 2.397         |